# Гумова жінка
«Гумова жінка» («Резиновая женщина») — радянський художній фільм 1991 року, знятий режисером Сергієм Гурзо на студії «СЕГУР-Т».

## Сюжет
Кожен день Івана проходив за добре продуманим сценарієм. Першу його частину він працював, майструючи поросят із гіпсу. Продажем цих скульптур займалася його дружина, а обов'язки Івана входило лише своєчасне виконання замовлення. Друга половина дня була відведена душевним розмовам із сусідом. З моменту появи гумової ляльки в Івана з'явилися цікавіші заняття: її треба було одягати, зачісувати, ходити з нею на прогулянки. Все змінилося після того, як сусід украв її з безсоромними цілями.

## У ролях
- Едуард Марцевич — Іван Ілліч Радонезький, скульптор, художник
- Ніна Русланова — кооператорка, дружина Колі, продавчиня на Арбаті
- Сергій Никоненко — Коля / священник
- Тамара Сьоміна — п'яничка з акордеоном
- Наталія Гурзо — «лялька»
- Григорій Лямпе — архітектор, приятель Івана Ілліча
- Єлизавета Солодова — мати Івана Ілліча
- Катерина Вороніна — листоноша
- Олеся Русланова — Тося, дочка Колі та кооператорки
- Г. Агамов — вантажник
- В. Поляруш — вантажник
- Тамара Кучіна — дівка
- Марина Москаленко — дівка
- Олег Кулішов — похабник
- В. Бодайков — похабник
- Георгій Геворкян — дядько з вусами

## Знімальна група
- Режисер — Сергій Гурзо
- Сценарист — Сергій Гурзо
- Оператор — Володимир Фрідкін
- Продюсер — М. Талаєв